# Elementary (serial)
Sherlock Holmes și Dr. Watson (engleză Elementary) este un serial american de televiziune care a avut premiera la CBS pe 27 septembrie 2012. Prezintă întâmplări contemporane actualizate din viața detectivului fictiv Sherlock Holmes creat de Arthur Conan Doyle. Acțiunea filmului are loc în New York, SUA. În rolurile principale interpretează Jonny Lee Miller ca Holmes și Lucy Liu ca Watson.
La 23 octombrie 2012 CBS a anunțat că se va realiza integral un prim sezon.
Pe 25 martie 2016, CBS a anuntat reinnoirea serialului cu un al cincilea sezon, care a avut premiera pe 2 octombrie 2016.